# Imola
Imola (Jomla en romañol) es una ciudad de la región italiana de Emilia-Romaña, situada unos 30 km al sureste de la ciudad de Bolonia. Tiene 69 451 habitantes según el censo de 2025. Es conocida sobre todo por el Autodromo Enzo e Dino Ferrari, que alberga el Gran Premio de Emilia-Romaña de Fórmula 1. A la carrera se la suele conocer por el nombre de la ciudad. Además, este circuito albergó desde 1981 hasta 2006 el Gran Premio de San Marino que recibía este nombre por la República de San Marino, cercana al circuito.
La localidad de Imola se remonta a los tiempos de la Roma clásica, siendo un centro agrícola y comercial conocido entonces como Forum Cornelii. Según la tradición, en ella fue martirizado San Casiano de Imola durante el imperio de Juliano el Apóstata, en el siglo IV. Posteriormente fue gobernada por distintos condottieri, como los Visconti y los Sforza, de cuyos tiempos se conservan varias fortalezas.

## Museos
- Centro de Estudios Naturales
- Colección de Arte del Palacio Tozzoni
- Colección de Armas y Cerámicas de la Rocca Sforzesca
- Museo Diocesano de Arte Sacro de Imola
- Museo "G. Scarabelli"
- Pinacoteca Cívica
- Archivo Histórico de la Federación Anarquista Italiana

## Hermanamientos
Imola está hermanada con:
- Pula, Croacia
- Colchester, Reino Unido
- Gennevilliers, Francia
- Weinheim, Alemania

## Demografía
| Gráfica de evolución demográfica de Imola entre 1861 y 2001 |
|                                                             |
| Fuente ISTAT - elaboración gráfica de Wikipedia             |